# Густов Іван Степанович
Іван Степанович Густов (нар. 6 березня 1911, село Козлово Бежецького повіту Тверської губернії, тепер Тверської області, Росія — покінчив життя самогубством 6 червня 1996, місто Москва) — радянський державний діяч, 1-й секретар Псковського обласного комітету КПРС, 1-й заступник голови Комітету партійного контролю при ЦК КПРС. Кандидат у члени ЦК КПРС у 1961—1981 роках. Член ЦК КПРС у 1981—1990 роках. Депутат Верховної Ради СРСР 6—11-го скликань.

## Життєпис
Народився в селянській родині. У 1930 році закінчив Бежецький агропедагогічний технікум.
У 1930—1931 роках — голова колгоспу «Вперед» села Козлово Бежецького району. У 1931 році — заступник голови правління Бежецької районної колгоспної спілки.
Член ВКП(б) з 1932 року.
З 1933 по 1936 рік — заступник директора, директор Бежецької машинно-тракторної станції.
З 1936 року — завідувач Бежецького районного земельного відділу. У 1938 році через донос був знятий з посади, виключений з партії. На нього було заведено кримінальну справу. Але незабаром Іван Густов був відновлений на роботі та в партії.
З 1941 року — директор Караканскої машинно-тракторної станції Новосибірської області; голова виконавчого комітету Сузунської районної ради Новосибірської області; 1-й секретар Іскітимського районного комітету ВКП(б) Новосибірської області.
У 1949 році закінчив Вищу партійну школу при ЦК ВКП(б).
У 1949—1950 роках — завідувач сільськогосподарського відділу Великолуцького обласного комітету ВКП(б).
У 1950—1955 роках — секретар Великолуцького обласного комітету ВКП(б).
У 1955 — січні 1957 року — 1-й заступник голови виконавчого комітету Великолуцької обласної ради депутатів трудящих.
У січні — жовтні 1957 року — голова виконавчого комітету Великолуцької обласної ради депутатів трудящих.
У жовтні 1957 — квітні 1961 року — 2-й секретар Псковського обласного комітету КПРС.
У квітні 1961 — 16 листопада 1971 року — 1-й секретар Псковського обласного комітету КПРС.
У 1965 році закінчив заочно Великолуцький сільськогосподарський інститут.
У листопаді 1971 — березні 1974 року — заступник голови Комітету партійного контролю при ЦК КПРС.
У березні 1974 — 1989 року — 1-й заступник голови Комітету партійного контролю при ЦК КПРС.
З 1989 року — персональний пенсіонер союзного значення в Москві.
Покінчив життя самогубством 6 червня 1996 року. Похований в Москві на Троєкуровському кладовищі.

## Нагороди і звання
- два ордени Леніна (5.03.1971; 5.03.1981)
- орден Жовтневої Революції (5.03.1986)
- орден Трудового Червоного Прапора (30.04.1966)
- медаль «За трудову доблесть» (25.12.1959)
- медалі